# NGC 4507
NGC 4507 (другие обозначения — ESO 322-29, MCG −7-26-11, TOL 97, DCL 73, IRAS12329-3938, PGC 41960) — спиральная галактика с перемычкой (SBb) в созвездии Центавр.
Галактика обладает активным ядром и относится к сейфертовским галактикам типа II
Этот объект входит в число перечисленных в оригинальной редакции «Нового общего каталога».